# قائمة شخصيات دراغون بول
سلسلة دراغون بول تدخل ضمن اطار عالم الخيال وتحوي على قائمة طويلة من الشخصيات التي أنشأت من طرف أكيرا تورياما، وشخصيات أدخلت من أعمال أخرى، في سلسلة دراغون بول ودراغون بول زد كسلسلة Dr. Slump & Arale. و السبب من دمج تلك الشخصيات هو جمع لجميع أعمال أكيرا تورياما السابقة

## فكرة إنشاء السلسلة
أول شخصية في هذه السلسلة تستند على كلاسيكيات الأدب الصيني (رحلة إلى الغرب) سون غوكو والتي استمدت عن شخصية سون ووكونغ، وبولما المستمدة من شخصية سانزانغ، وأولونغ الخنزير عن شخصية جو وونونغ، ويامتشا عن شا ووجينغ. معظم شخصيات دراغون بول مستمدة من شخصيات حقيقية أو من أشياء أنمي إلى نفس المجموعة، على سبيل المثال، عائلة براف أو اسمها الياباني الأصلي Buriifu ابنتهم الوحيدة بولما، وابنيها ترانكس وبرا، وهذه الأسماء لملابس داخلية نسوية يابانية، أما السايانز فأسمائهم مشتقة من الخضروات، أما الكابيتان غينيو Ginew قائد القوات الخاصة لفريزا وجميع طاقمه، فأسمائهم مستوحات من مشتقات الحليب والألبان والفواكه، مثلا زاربون Zarbon هو الاسم الياباني لفاكهة بوميلو، وكذلك دودوريا الوحش الوردي الذي يعمل تحت امرة فريزا، واسمه المستوحى من فاكهة الـ Durian وهي فاكهة تنبت في المناطق الآسيوية. وأخيرًا فريزا، هي التي تعني الثلاجة باللغة الإنجليزية.
خلال التطوير الأولي للأندرويد، قرر تورياما التركيز على الآليين (سايبورغ) C-19 وC-20، بعد التحدث مع الناشر السابق كازوهيكو توريشيما فيما يخص مستقبل السلسلة، والذي نصحه بدوره بخلق اعداء جُدد لسون جوكو. تورياما فكر كذلك في C-17 ،C-18 وC-16، ولكن ناشره لم يقتنع بأن هذه خصوم كافية لإثراء المانغا، وهذا الأخير الذي بدوره اقترح على تورياما بإدخال عدو أخر، ألا وهو سيل ولهذا نلاحظ أن سيل ظهر فجأة بعد ظهور الآليان C-17 ،C-18، وقام بابتلاعهما، ليصبح العدو الوحيد لغوكو.

## الطيبين

### غوكو
هو الشخصية الرئيسية التي تدور حولها سلسلة دراغون بول، ودراغون بول زد ودراغون بول جي تي وهو متزوج من تشي تشي ولديه ولدان وهما غوهان وغوتين تحول سوبر سايان 1 ضد فريزا حلقة 95 وسوبر سايان 2 مع 3 حلقة 245 ضد ماجين بو في زد، أما سوبر سايان 4 في جي تي حلقة 35 ضد بيبي فيجيتا وتحول إلى سوبر سايان الحاكم في الحلقة التاسعة من دراغون بول سوبر وتحول أيضًا إلى سوبر سايان الأزرق في الحلقة 24 في معركته مع فريزا الذهبي، وأيضًا للغريزة الفائقة التي تحول إليها في قتاله ضد جيرين في الحلقة 110.

### غوهان
ابن غوكو وتشي تشي وهو 50٪ سايان وهو أول من تحول سوبر سايان 2 وكذلك هو من هزم سيل وهو من علّم فيديل الطيران.

### غوتين
ابن غوكو الصغير وشقيق غوهان وهو ٪50 سايان واستطاع التحول لسوبر سايان في سن صغيرة للغاية، يكون في اوساط الجزء زد طفل صغير مضحك ودائمًا نشاهده مع ترانكس يسببان المتاعب وفي نهاية الجزء زد وبداية جي تي يكون مراهق ظهوره الأول حلقة 195.

### فيجيتا
وهو أمير السايان ويُعتبر الملك بعد موت والده وهو ذو فخر وكبرياء وأفضل شخصية في دراغون بول بنظر الكثيرين وهو متزوج من بولما (والده كينغ فيجيتا قُتل على يد فريزا) طوال المسلسل نرى انه دائمًا في منافسة مع غوكو وقد تفوق عليه كثيرًا وفي نهاية الجزء جي تي استطاع فيجيتا أن يساوي قوة غوكو لأنه استطاع التحول إلى سوبر سايان 4 ولكن بالإشعاعات بواسطة بولما مثل غوكو واندمج معه وقاموا بحركة بيج بانج كاميهاميها ولكن لم يمت المرة الثانية انفصلوا.

### بالما
هي صديقة غوكو من الحلقة الثانية وهي من بعد سون غوهان (جد غوكو) ثاني بشرية يلتقي بها غوكو، وفي آرك دكتور غيرو تنجب ترانكس من زوجها فيجيتا.

### ترانكس
ابن فيجيتا وقد أصبح سوبر سايان في سن الرابعة وصديق غوتين وقد اندمج معه وتحولوا إلى غوتينكس ثم تحولوا لسوبر سايان 3

### تينشينهان
تينشينهان (تيان في الدبلجة العربية الرسمية) عدو قوي له ثلاث أعين، ظهر في الجزء الأول لكن في زد أصبحوا أصدقاء، فاز في تينكايتشي بودوكاي وهزم غوكو، كاد غوكو يفوز لو لا ارتطامه بالسيارة.

### يامتشا
صديق غوكو أول إلتقاء لهم في الجزء الأول كانوا أعداء وكان يامتشا يخاف من الفتيات وكان قاطع صحراء إلى أن أصبح صديق غوكو. انكسرت قدمه في تينكايتشي بودوكاي وهزمه تينشينهان وانتقم غوكو لأجله.

### تشاوزو
صديق غوكو وتينشينهان. كان مدربه الحكيم الكركي لكن قد ضربه غوكو وخلصه منهما.

### بيكولو
هو من الناميك، وابن بيكولو دايماو وهو النصف الشرير من نيل، كان عدو غوكو ولكنه تعاون مع غوكو لقتل راديتز كل مرة تحصل مشكلة ويتقرب مع غوكو غير غوهان نظريته واصبح مدافعاً عن الأرض.

### كوريرين
صديق غوكو من الطفولة وقد مات مرتين، المرة الأولى عندما قتله بيكولو دايماو والمرة الثانية عندما قتله فريزا في كوكب الناميك وهذا سبب تحول غوكو إلى سوبر سايان لاحقاً.

### اندرويد 18
أندرويد ر. 18 هي في الأصل فتاة بشرية اسمها لازولي تم تحويلها هي وشقيقها أندرويد ر. 17 إلى سايبورغ.

### ساتان
جد بان ووالد فيديل وهو الوحيد الذي أراد إنقاذ الأرض من ماجين بو بدون قتال أصبح صديق ماجين بو.

### فيديل
ابنة ساتان كانت في الكلية مع غوهان بعدها عرفت عائلة غوهان وقد تزوجته وانجبت بان.

### بان
حفيدة ساتان "اب فيديل" وسون جوكو "اب جوهان",
وابنة غوهان وفيديل، سافرت مع غوكو وترانكس بدل غوتين وهي متعمدة. ظهرت في آخر حلقات زد.

### موتين روشي
هو في البداية أتت سلحفاة وارشدها غوكو إلى المحيط وقد أتى موتين روشي هناك وقد أعطى غوكو مكافأة وهي كينتو-أون البطاطسة المهروسة التي تطير.

### بابلز
هو القرد الذي يسكن مع كايو، ساعد غوكو على تدريباته عندما قتله راديتز.

### ديندي
هو أصغر الناميكيين وهو كامي الأرض وقد أنقذه غوهان من أعوان فريزا في فترة إحتلال فريزا للناميك وهو يستطيع شفاء أي جرح طالما المصاب على قيد الحياة

### بُرا
هي اخت ترانكس وابنة بولما وفيجيتا، ظهرت في جي تي.

### زين-اوه
يعتبر ملك كل شيء وصاحب القوة المطلقة في عالم دراغون بول سوبر وهو واحد من الاثنان اللذان يقفان فوق جميع الأكوان الإثني عشر جنباً إلى جنب مع نظيره من المستقبل زين - اوه ساما المستقبلي.

### الدايشنكان
هو صاحب السلطة الثانية في الوجود بعد زين - اوه ساما وخادم زين - اوه الشخصي والمنفذ لكل طلباته وهو ثاني أقوى شخصية في عالم دراغون بول سوبر. الملاك الأكبر ذو جسد صغير نسبياً وشعره أبيض ومسرحٌ للخلف وبشرته زرقاء باهتة وعيناه بنفسجيتان، ويرتدي الملاك الأكبر قميص رمادي اللون مع مثلث برتقالي مقلوب في وسطه، وعليه حزام نقش عليه رمز الكانجي - تين - (大) والتي تعني الأكبر أو الأعظم وتحيط برأسه هالة إلهية مثل تلك التي عند الموتى في العالم الآخر لكنها تظهر بلون أزرق وحجمها أكبر وهي موجودة عند جميع الملائكة الإثني عشر.
يتسم الملاك الأكبر بشخصية هادئة نوعاً ما ومبتسمة في أغلب الأوقات، وهو صارم في تنفيذ أوامر ورغبات زين - اوه ساما، ولم يبدي أي مشاعر عند محو الكون التاسع في بطولة القوة بل ابتسم ابتسامة غامضة وقام باستئناف البطولة. يستطيع الملاك الأكبر خلق أكوان باكمالها في وقت قصير، مثلما قام بخلق كون كامل من الفراغ في ساعتين لأجل بطولة القوة التي ستحدد مصير الأكوان الخاسرة، كما أنه يستطيع التنقل بين الأكوان بسهولة، وقال ويس ملاك الكون السابع والكائن الأقوى فيه بإن قوته لا تساوي شيئاً أمام قوة الملاك الأكبر.

## الأشرار

### راديتز
هو أخ غوكو الكبير قتله بيكولو بمساعدة غوكو وقد مات غوكو معه بضربة ماكانكو سانبو.

### نابا
هو من السيانز وتابع لفيجيتا عندما كان شريرًا، فيجيتا قام بقتله.

### غولدا
هو فضائي قصير القامة وأخضر اللون ولديه 4 عيون وهو تابع لفريزا وعضو في مجموعة غينيو يمتلك القدرة على تجميد الأشخاص وإيقاف الزمن وقد قتل على يد فيجيتا في كوكب الناميك.

### بورتر
وهو كان فضائي ذو عيون حمر وبشرة زرقاء وهو تابع لفريزا وعضو في مجموعة غينيو يهزم من قبل غوكو ويقتله فيجيتا.

### جيس
وهو فضائي أحمر البشرة وأبيض الشعر ويشبه البشر كذلك عضو في مجموعة غينيو وتابع لفريزا ويقتله فيجيتا بعد استعادة قوته على كوكب الناميك.

### ريكوم
وهو فضائي شبيه بالبشر وهو تابع لفريزا وعضو في مجموعة غينيو ويهزم على يد غوكو ويقتله فيجيتا

### فريزا
هو عدوّ غوكو الرئيسي، هو كان السبب بقتل أب فيجيتا وتدمير كوكبه، وجعل فيجيتا جنديًا له، ويمتلك 5 أشكال قتل وقتل على يد ترانكس بعدما قدم من المستقبل وتحول إلى سوبر سياجين 1.

### الاندرويد
هُم روبوتات صُنعوا ليقتلوا غوكو من قبل الدكتور غيرو ولكنهم فشلوا.

### سيل
هو مصنوع من خلايا غوكو وبيكولو وفريزا وفيجيتا وكل المقاتلين تقريبًا، كان عدوًا قويًا للغاية
قتل غوكو بعد محاولته لتدمير الأرض فضحى غوكو بنفسه.
عاد مجددًا بهيأة جديدة لكنه هزم.

### برولي
وهو الساياني الأقوى على مر التاريخ الذي استطاع التحول إلى سوبرالسايان الأسطوري ولكنه هُزم على يد غوكو.
عاد مجددًا بهيأة سوبر سايان 1 ضد غوهان وترانكس وغوتين وروح غوكو وأُرسل للشمس بالكاميهاميها.
وعاد مجددًا بهيأة برولي الحيوي وحش نووي وقتل على يد ترانكس وغوتين.
وعاد مجددًا بفيلم بهيأة قوة أوزارو (شبيه سوبر سايان 4) وسوبر سايان الغاضب والسايان الأسطوري ضد غوجيتا سوبر سايان الأزرق ولكنه فشل في هزيمته.

### كولير
وهو أخ فريزا الكبير وهو أشد قوة من فريزا.
عاد مرتين للإنتقام لكنه فشل

### ماجين بو
أقوى عدو واجهوه في دراغون بول زد. دمر مليارات الكواكب طوال أكثر من 100 مليون سنة، وصنعه الساحر بيبدي لكنه كان شريرًا لدرجة أنّه قتل بيبدي وأغلب الكايوشين وحجز بداخله كايوشين والداي كايوشين لتتحول شخصيته إلى شخصية طيبة وحجز ببيضة شبيهة بصخرة لمدة 5 ملايين سنة بالأرض حتى استدعاه بابيدي ابن ببيدي لكن بسبب أوامر بابيدي الشريرة قتله ماجين بو وبسبب سيئات البشر ولدت شخصية شريرة من ماجين بو على شكل ماجين بو سالب أو هزيل وقام بقتال ماجين بو لكن بو الشرير كان قويًا فحول بو الجيّد لقطعة شوكولاتة فأكله ليتحول لسوبر بو الذي كان اشد قوة قام بقتال غوهان بهيأة الألترا وغوتينكس سوبر سياجين 3 وبيكولو وامتصهم جميعًا ليتحول لبوهان الهيأة الأقوى فقاتله غوكو وفيجيتا باندماجهما لفيجيتو سوبر سياجين 2 فامتصهم بوهان لكن غوكو وفيجيتا لم يستسلما بل حاولا بأي طريقة للخروج منه فقاما بنزع عنه غوهان وبيكولو وغوتينكس ليتحول بو للهيأة الاصلية والأخيرة والأكثر شرًا (كيدبو) ليدمر كوكب الأرض فيقاتل غوكو سوبر سياجين 3 وفيجيتا سوبر سياجين 2 على كوكب آخر لكن كانا على وشك الموت لو لا انفصال بو الطيّب عن كيدبو وساعة فيجيتا وغوكو لكن لا فائدة، فكيدبو قويٌ للغاية فيُخطط غوكو لجمع الغينكي داما من طاقة كل مخلوقات وكواكب الكون فيضرب بها كيدبو لكن كيدبو يصدها ويحاول ان يضرب بها غوكو لكن يستعمل أصدقاء غوكو كرات دراغون بول لزيادة قوة غوكو فيتغلب على كيدبو. في دراغون بول سوبر يُقال أنه عاد على شكل طفل رضيع طيب وفي دراغون بول جي تي عاد على شكل شخص طيب اسمه أوب وأصبح صديق غوكو.

### بيبي
أول عدو في جي تي امتص فيجيتا ليصير أكثر قوة وقضى عليه غوكو بتحوله لسوبر سياجين 4 لأول مرة وقام بارساله بالكاميهاميها للشمس.

### سوبر 17
هو تطور أندرويد ر. 17

### اوميغا شينرون
هو تنين شرير أقوى عدو واجهوه في كل المسلسل قاتله غوكو بتحوله للمستوى سوبر سايان 4 وساعده فيجيتا وكان في المستوى سوبر سايان 4 واتحدا وكونا أقوى مقاتل في الكون غوجيتا ولكن مهلة الإندماج انتهت وبعدها قام غوكو بضربة الغينكي داما (كرة الطاقة حسب الدبلجة العربيّة الرسمية) والتي جمع قوتها من كل الكون وكانت هي الضربة الرابحة.

### ايس شينرون
هو تنين شرير تابع لأوميغا شينرون ويمتلك قوة جليدية، دائمًا يريد الفوز في كل المواجهات بأي وسيلة.

### نوفا شينرون
هو تنين شرير تابع لأوميغا شينرون وأخ لايس شينرون يمتلك قوة نارية.

### جانيمبا
هو موظف يعمل في مركز إدارة الأرواح يختص بمفاعل وطاقة الشر ولكن بسبب اهماله لعمله انفجر المفاعل وتشرب جسده طاقة الشر كلها فأصبح شرير ولديه قوى خارقة. تمت هزيمته من قبل غوكو وفيجيتا عندما اندمجا.

### كابتن غينيو
هو قائد فرقة غينيو فورس التي تتكون من جيس وجلدو وراكوم وبارتر وهذه الفرقة تابعة لفريزا، يمتلك قوة تبديل الأجساد وقد قام بفعل هذا على غوكو.

### تيرلز
هو نسخة لجوكو لكن شريرة ويكون هذا بسبب أنه لم يلتق بالجد جوهان عندما هبط على الأرض فأصبح شريرًا

### زاربون
هو تابع لفريزا وأقوى جنوده يمتلك هيئتين، فيجيتا قام بقتله

### دودوريا
هو تابع لفريزا ومن أقوى جنوده، فيجيتا قام بقتله

### زاماسو
هو طالب الكايوشين وهو الذي حاول قتل معلمه والذهاب إلى الماضي لإستبدال جسمه بجسم غوكو ويذهب كذلك لزاماسو الماضي ليصبحوا حلفاء ويدمروا الأرض لكن غوكو الحاضر يذهب للمستقبل هو وفيجيتا وترانكس المستقبلي لإيقافهم لكن زاماسو وغوكو بلاك يتحدوا كذلك فيجيتا وغوكو لكن بعد المحاولات للقضاء عليهم جسم زاماسو غوكو بلاك لم يستقر بسبب تفوق فيجيتو عليهم مما يجعلهم ينشرون قوتهم عبر الكوكب وينسجمون معهم إلا أنّ غوكو يستدعي زينو المستقبلي فيقوم زينو المستقبلي بتدمير الكون وقتل غوكو بلاك وزاماسو ويتمكن غوكو وأصدقائه من النجاة بآلة الزمن ويرجعوا للحاضر.

### غوكو بلاك (الأسود)
هو زاماسو من زمن مختلف تمنى استبدال جسده بجسد غوكو من تنين الكرات الفائقة.

### مورو
هاكايشين سابق تحول لشرير وهزمه الداي كايوشين وسجن وهرب مجددًا.